# Caneleiro-pequeno
O caneleiro-pequeno (Pachyramphus minor) é uma espécie de ave da família Tityridae.
Pode ser encontrada nos seguintes países: Bolívia, Brasil, Colômbia, Equador, Guiana Francesa, Guiana, Peru, Suriname e Venezuela.
Os seus habitats naturais são: florestas subtropicais ou tropicais húmidas de baixa altitude.